# Bahrein op de Olympische Zomerspelen 2016
Bahrein nam deel aan de Olympische Zomerspelen 2016 in Rio de Janeiro, Brazilië. Niet eerder zond het Bahreins olympisch comité zo'n grote ploeg naar de Spelen: 35 atleten, bijna driemaal zo veel als vier jaar eerder. Voor het eerst won een atleet uit Bahrein een gouden medaille: Ruth Jebet won de steeplechase.

## Medailleoverzicht
| Sport    | Olympiër     | Discipline          | Medaille |
| -------- | ------------ | ------------------- | -------- |
| Atletiek | Ruth Jebet   | 3.000 m steeple (v) | Goud     |
|          |              |                     |          |
| Atletiek | Eunice Kirwa | marathon (v)        | Zilver   |

## Deelnemers en resultaten
(m) = mannen, (v) = vrouwen 

### Atletiek
| Olympiër               | Discipline             | Resultaat | Prestatie                                                               |
| ---------------------- | ---------------------- | --------- | ----------------------------------------------------------------------- |
| Kemarley Brown         | 100m (m)               | 20e       | serie 1: 1e in 10,13 halve finale 3: 5e in 10,13                        |
| Andrew Fisher          | 100m (m)               | DSQ       | serie 7: 2e in 10,12 halve finale: DSQ                                  |
| Salem Eid Yaqoob       | 200m (m)               | 18e       | serie 3: 1e in 20,19 (NR) halve finale: 5e in 20,43                     |
| Abubakar Abbas         | 400m (m)               | DSQ       | serie 6: gediskwalificeerd                                              |
| Ali Khamis             | 400m (m)               | 6e        | serie 7: 1e in 45,12 halve finale: 3e in 44,49 finale: 6e in 44,36 (NR) |
| Abraham Rotich         | 800m (m)               | DSQ       | serie 1: gediskwalificeerd                                              |
| Benson Seurei          | 1500m (m)              | 14e       | serie 3: 7e in 3.38,82 halve finale 1: 8e in 3.40,53                    |
| Zouhair Aouad          | 5000m (m)              | DNF       | serie 2: niet gefinisht                                                 |
| Birhanu Balew          | 5000m (m)              | 9e        | serie 2: 4e in 13.19,83 finale: 9e in 13.09,26 (PB)                     |
| Albert Kibichii Rop    | 5000m (m)              | 7e        | serie 1: 2e in 13.24,95 finale: 7e in 13.08,79                          |
| Abraham Cheroben       | 10000m (m)             | 10e       | 27.31,86 (PB)                                                           |
| El Hassan El-Abbassi   | 10000m (m)             | 26e       | 28.20,17                                                                |
| Hassan Chani           | 10000m (m)             | DNF       | niet gefinisht                                                          |
| Nelson Cherutich       | 3000m steeplechase (m) | 25e       | serie 1: 9e in 8.35,87                                                  |
| John Kibet Koech       | 3000m steeplechase (m) | 18e       | serie 2: 6e in 8.28,81                                                  |
| Alemu Bekele           | Marathon (m)           | DNF       | niet gefinisht                                                          |
| Shumi Dechasa          | Marathon (m)           | DNF       | niet gefinisht                                                          |
|                        |                        |           |                                                                         |
| Hajar Alkhaldi         | 100m (v)               | 44e       | serie 1: 6e in 11,59                                                    |
| Iman Essa Jasim        | 100m (v)               | 54e       | serie 6: 7e in 11,72                                                    |
| Salwa Eid Naser        | 200m (v)               | 17e       | serie 9: 1e in 22,74 (PB) halve finale 3: 6e in 22,84                   |
| Kemi Adekoya           | 400m (v)               | 10e       | serie 2: 2e in 50,72 halve finale: 4e in 50,88                          |
| Salwa Eid Naser        | 400m (v)               | 10e       | serie 6: 1e in 51,06 halve finale 2: 3e in 50,88 (PB)                   |
| Tigist Gashaw          | 1500m (v)              | 28e       | serie 2: 11e in 4.10,96                                                 |
| Mimi Belete            | 5000m (v)              | 22e       | serie 2: 10e in 15.29,72                                                |
| Dalila Abdulkadir Gosa | 5000m (v)              | DNS       | serie 1: niet gestart                                                   |
| Ruth Jebet             | 3000m steeplechase (v) | Goud      | serie 1: 1e in 9.12,62 finale: 1e in 8.59,75 (AR)                       |
| Tigist Mekonen         | 3000m steeplechase (v) | 40e       | serie 2: 12e in 9.49,92                                                 |
| Rose Chelimo           | marathon (v)           | 8e        | 2:27.36                                                                 |
| Shitaye Eshete         | marathon (v)           | DNF       | niet gefinisht                                                          |
| Eunice Kirwa           | marathon (v)           | Zilver    | 2:24.13                                                                 |

### Schietsport
| Olympiër     | Discipline      | Resultaat | Prestatie                                                               |
| ------------ | --------------- | --------- | ----------------------------------------------------------------------- |
| Mahmood Haji | 50m liggend (m) | 46e       | kwalificatie: 46e met 612,6 punten (101,5-102,4-101-102,9-100,9-103,9)) |

### Worstelen
| Olympiër     | Discipline            | Resultaat | Prestatie                                            |
| ------------ | --------------------- | --------- | ---------------------------------------------------- |
| Adam Batirov | –65kg vrije stijl (m) | 14e       | kwalificatie: vrij 1e ronde: V van UZB Navruzov: 1-3 |

### Zwemmen
| Olympiër         | Discipline         | Resultaat | Prestatie            |
| ---------------- | ------------------ | --------- | -------------------- |
| Farhan Saleh     | 50m vrije slag (m) | 58e       | serie 4: 2e in 24,61 |
|                  |                    |           |                      |
| Fatema Almahmeed | 50m vrije slag (v) | 74e       | serie 1: 2e in 32,28 |